# Apeira crenularia
Apeira crenularia là một loài bướm đêm trong họ Geometridae.